# Ada Howard

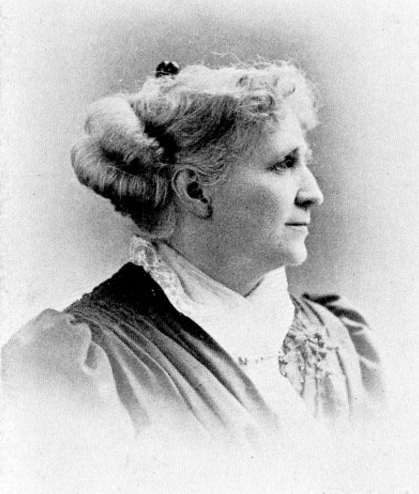
Ada Howard, vor 1881

Adeline Lydia „Ada“ Howard  (* 19. Dezember 1829 in Temple, New Hampshire; † 3. März 1907) war eine US-amerikanische Pädagogin und Hochschullehrerin. Sie war die erste Präsidentin des Wellesley College.

## Leben und Werk
Howard war die Tochter von Lydia Adaline Cowden und dem Lehrer William Hawkins Howard, der sie auch unterrichtete. Sie besuchte die New Ipswich Academy und die Lowell High School, studierte bis 1853 am Mount Holyoke College (damals Mount Holyoke Female Seminary) und danach bei Privatlehrern. Anschließend unterrichtete sie von 1858 bis 1861 am Mount Holyoke Seminar und von 1861 bis 1862 in Ohio am Western College. Anschließend war sie von 1866 bis 1869 Direktorin der Frauenabteilung und Fakultätsmitglied in Illinois am Knox College, wo es getrennte Lehrpläne und Unterrichtsräume für Frauen und Männer gab. Da sie Präsident William Curtis nicht bewegen konnte ein gleichberechtigtes koedukatives Programm zu schaffen, trat sie 1867 kurz nach ihrem Antritt als Schulleiterin zurück. Durch ihr Nichterscheinen zum Unterricht bewirkten die Schüler den Rücktritt des Präsidenten und Howard nahm wieder ihre Schulleiterposition ein. Sie wurde Professorin für Literaturkritik, Rhetorik und Moralphilosophie und unterrichtete auch am Mount Holyoke Seminar und am Oxford Female Institute. Von 1870 bis 1875 leitete sie eine Privatschule in Bridgeton (New Jersey).
1875 wurde sie durch die Auswahl des Gründers des Wellesley College Henry Fowle Durant zur ersten Präsidentin des Wellesley College in Massachusetts gewählt. Als 1881 Durant verstarb, erkrankte sie und die Treuhänder beurlaubten sie. 1882 trat sie aus gesundheitlichen Gründen von ihrem Amt zurück.  In Anerkennung ihrer Arbeit stellten die Alumnae 1890 ein lebensgroßes Porträt ihrer ersten Präsidentin in die Kunstgalerie und ihr zu Ehren wurde das Ada L. Howard-Stipendium eingerichtet.  Da ihre anhaltende Krankheit einen häufigen Klimawandel erforderte, reiste sie viel und beschränkte ihre literarische Arbeit auf gelegentliche Artikel für Magazine. 1900 erhielt sie vom Mount Holyoke College den Ehrentitel Litt.D. Sie lebte bis zu ihrem Tod 1907 in New York City.